# Marksburg
De Marksburg is een kasteel bij de plaats Braubach in Rijnland-Palts, Duitsland. Het is het enige middeleeuwse kasteel van de Mittelrhein dat nooit verwoest is. De regio Mittelrhein staat sinds 2002 op de Unesco-lijst van werelderfgoed.
Het kasteel werd rond 1117 gebouwd om de plaats Braubach te beschermen. De eerste melding van het kasteel stamt uit 1231. In 1283 kocht graaf Eberhard van Katzenelnbogen het kasteel en in de 14e en 15e eeuw werd het kasteel constant herbouwd. In
1479 vervielen de gebieden van de graaf van Katzenelnbogen aan de graaf van Hessen.
In de napoleontische tijd werd de Marksburg gebruikt als gevangenis. In 1815 kwam het in het bezit van het hertogdom Nassau. Na de Duitse Oorlog in 1866 werd het hertogdom Nassau een onderdeel van Pruisen.
Uiteindelijk werd het in 1900 verkocht aan de Duitse kasteel associatie voor het symbolische bedrag van 1000 Goldmark. Deze associatie was een jaar eerder opgericht als een privé-initiatief om kastelen in Duitsland te bewaren voor het nageslacht. Sinds 1931 is de Marksburg het hoofdkantoor van deze organisatie.
In maart 1945, werd het kasteel zwaar beschadigd door Amerikaanse artillerie.
In de jaren 90 werd het kasteel nagebouwd in het Duitse cultuurdorp Ueno op het Japanse eiland Miyakojima.